# Скадовський морський торговельний порт

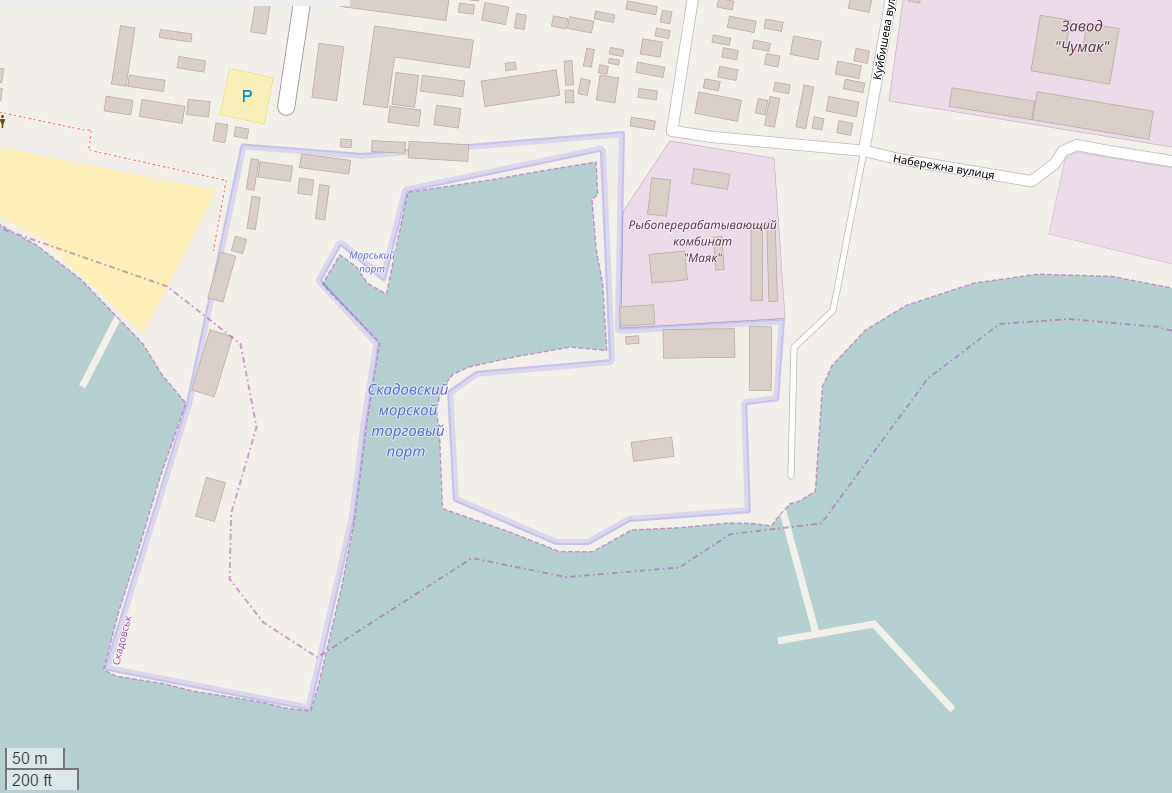
Карта-схема території порту

Скадо́вський морськи́й торгове́льний порт — українське державне підприємство, морський торговельний порт, розташований на північному березі Джарилгацької затоки Чорного моря (Скадовський район Херсонської області).
З півдня затока обмежена береговою лінією острова Джарилгач. Її протяжність зі сходу на захід — 60 км, з півночі на південь — до 14 км. Глибини в затоці не перевищують 10 м.
Порт здійснює:
- розвантажувально-навантажувальні роботи;
- поромне сполучення з портами Чорного та Середземного морів;
- навантаження на судна зерна, лісових вантажів, металобрухту;
- видобуток морського піску;
- морські буксирні послуги[2].

## Історія

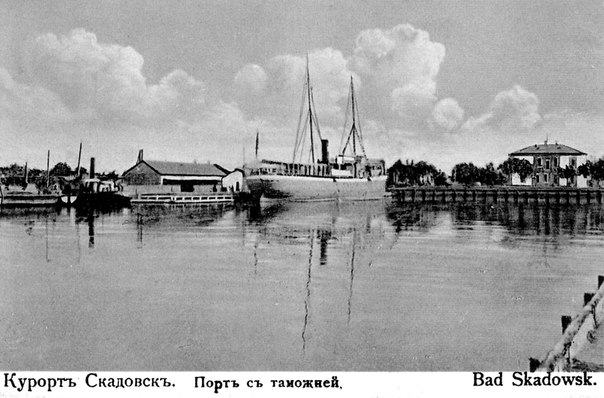

До заснування у 1894 році морської пристані, на місці сучасного Скадовська були землі поміщика Сергія Скадовського, а на них розташовувалося рибальське селище Алі-Агок. Датою народження порту вважається прийом першого судна, яке прийшло у Скадовськ 7 липня 1894 року на завантаження зернових.
30 січня 1918 року Скадовський міський військово-революційний комітет на чолі з В. С. Бояджієвим узяв владу в місті. У березні через Скадовський порт евакуйовувалися загони, що обороняли Херсон. Після того в місті багато разів змінювалася влада.
Наприкінці січня 1919 року до порту увійшли грецькі та французькі кораблі, висадивши десант, який довго там не протримався.
10 липня 1919 року добровольці білої армії під командуванням А. Денікіна знову заволоділи Скадовськом. Для цього їм знадобився один ескадровий міноносець «Живий», озброєний двома 75–мм гарматами та двома мінними апаратами. Учасник тих подій Всеволод Арістов згадував, що есмінець «Живий» у липні 1919 року обігнув мис Тарханкут, узявши курс на порти Скадовськ та Хорли. На той час представників радянської влади там вже не було.
У Херсонському обласному архіві є документи, датовані кінцем липня 1919 року, в яких згадувалося ім'я тодішнього коменданта порту Скадовськ. Як вдалося розібрати почерк укладача документа, комендантом було призначено лейтенанта Гуренка. Проте, серед особового складу Чорноморської флотилії станом на 1919 рік, лейтенант Гуренко не значиться. Між тим, серед команди есмінця «Живий» значився лейтенант Анатолій Костянтинович Гурський. Можливо, саме він і був комендантом Скадовська.
На початку 1920-х років начальником Скадовського порту був колишній матрос крейсера «Алмаз» Денисов. Підходи в порту були відмілені до 11 футів, що не дозволяло пароплавам заходити безпосередньо в порт. У листопаді 1923 року через Скадовський порт відбувалося завантаження на італійський пароплав «Корсінія» 300 тисяч пудів зерна. В порту завантажували хліб на баржу, а потім перевантажували на корабель, котрий стояв на рейді в Хорлах.

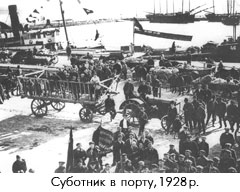

До 1924 року в порті утворилося забруднення каналу на відстані 30 сажнів. Газета «Херсонський комунар» у 1925 році писала: «Порт у повному занепаді: дерев'яна обшивка, що зберігає берег від розмиву, а також настил пристані зруйновано. Хвилі i вдень, i вночі розмивають насип i материк, засмічують бухту i загрожують повністю її засипати, а портову територію i будівлі зовсім зруйнувати». Така ситуація стала приводом приїзду комісії Ради праці i оборони. 1927 року Херсонський окрвиконком ухвалив рішення поглибити канал до 25 футів.

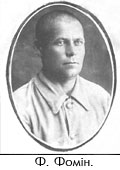

У 1932 році порт електрифіковано, споруджено складські приміщення для зберігання зерна, мінеральних добрив, нафтопродуктів. В описі маяків і буїв Чорного моря за 1934 рік вказуються скадовські освітлювальні створні знаки та буй «Скадовський». З 1929 по 1936 роки посаду начальника Скадовського морського порту обіймав Ф. Ф. Фомін, з 1936 по 1941 роки на цій посаді перебував Тимофій Іванович Глотов. До 1940 року вантажообіг порту досягнув майже 100 тис. т на рік. Пасажирські перевезення між Скадовськом і Одесою здійснював пароплав «Пинай».

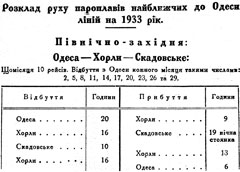

У 1943 році обов'язки начальника порту виконував В. Ф. Соков. 22 листопада 1944 начальником призначений Іван Сергійович Соколов, котрий обіймав цю посаду до 1946 року. 26 працівників відбудували порт, підійняли з морського дна i відремонтували вісім суден, побудували морські причали, відновили складські приміщення, майстерні та контору.
З 1947 року на посаду начальника порту повернувся Т. І. Глотов i перебував на ній до 1951. У 1950 розпочато поглиблення підхідного каналу, розвернулося будівництво нових причалів, складів, ремонтних майстерень. У 1951—1953 роках порт очолював Андрій Григорович Мельников. Вантажообіг порту був таким:
| 1952 р. | 36 140 т |
| 1953    | 33 619   |
| 1954    | 42 382   |
| 1955    | 52 646   |
| 1956    | 60 000   |

29 листопада 1957 року з портопункту Херсонського порту Скадовськ виділений у самостійний порт, якому підпорядковувався портопункт Хорли. У період з 1953 по 1971 роки на посаді начальника Скадовського морського торговельного порту перебував Володимир Григорович Ковальський. За його керування відбулося оснащення новими механізмами, вантажними кранами, завдяки цьому порт став приймати i обробляти великовантажні судна: вже у 1970 році механізована обробка вантажів перевищила 90 %. В. Г. Ковальський був співавтором першого путівника «Скадовськ», присвяченого у тому числі i розвитку Скадовського торгівельного порту (1969).
У 1960—1970-тi роки, влітку, на острів Джарилгач щодня ходив теплохід «Ураган». 20 квітня 1969 року розпочали курсувати швидкісні судна на підводних крилах типу «Комета» по лінії Одеса — Скадовськ — Одеса.
З 1971 по 1999 посаду начальника морського порту обіймав Іван Іванович Бокша. У 1970-х роках морський порт поповнився транспортним судном «Осипенко» i буксиром «Генічеськ», самохідною баржею, пасажирським катером «Горн», рефулерною баржею, двома новими пасажирськими теплоходами — «Іван Боярський» i «Марія Жолобова», також двома рефулерними баржами, пасажирськими суднами «О. Грін» та судном «Волга-Балт», буксиром «Інженер Капустін». Розпочалося спорудження вантажно-пасажирського причалу, на якому було встановлено два крани. Тоді ж морський порт спорудив три багатоповерхових житлових будинки, збудовано будинок культури на 600 місць, бібліотеку на 7 тис. книг, а з 1976 року почав свій творчий шлях ансамбль моряків «Меридіан».
Починаючи з 1982 року працівники порту спеціалізуються на обробленні вантажів з цитрусовими. Звідси апельсини з Єгипту, Греції i Куби вирушали до Києва, Донецька, Луганська, Запоріжжя та Херсону. 1984 року вперше прибуток порту склав мільйон карбованців.
Скадовський прикордонний пункт з карантину рослин, з моменту заснування у 1990 році, очолював Андрій Васильович Дігтяр. Пункт здійснює первинний карантинний огляд імпортних та транзитних підкарантинних матеріалів і об'єктів в пункті пропуску на Державному кордоні України.
У 1990-ті роки майновий комплекс Скадовського порту постраждав від непрозорої приватизації, унаслідок чого навіть була утворена тимчасова слідча комісія Верховної Ради. Про результати її діяльності не повідомлялося.
19 листопада 1995 року наказом голови Державного митного комітету України був утворений митний пост «Скадовськ». Датою заснування юридичної особи порту згідно з даними ЄДР вважається 26 вересня того ж року.
1998 року Скадовський морський торговельний порт отримав статус міжнародного та можливість приймати іноземні судна. Налагоджено поромні переправи з Туреччиною (Скадовськ — Стамбул, Скадовськ — Зонгулдак — Скадовськ) та Грузією.
За період з 1997 по 2003 було 1200 закордонних судно-заходів. На закордонних лініях працювали такі судна, як «Меркурій-1», «Меркурій-2», «Композитор Кара-Караєв», «Композитор Фікрет Аміров», «Гідрооптик», «Верещагіно», «Горизонт», «М. Абашидзе», «Гесс», «Професор Водяницький», «Професор Петровський», «Севастополь-1», «Яків Гакель».
До 8 червня 2001 року у складі порту був Генічеський портопункт. Після цієї дати він був виведений з підпорядкування Скадовська.
У 1999—2002 рр. начальником порту був Василь Григорович Марченко, а з 2004 по 2013 порт очолював Іван Гнатович Орел.
Найкращими для порту стали 2005—2009 роки. Значно зросли вантажообіг і видобуток будівельного піску в затоці; за допомогою турецької компанії «Караденіз» відчутно зріс вантажопотік на поромній лінії Скадовськ — Зонгулдак, а у 2007 році він досяг рекордного значення — 17 000 великовантажних автомашин за рік. Порт перетворювався на найбільший поромний центр України. У цей період був побудований портовий елеватор потужністю 20 тис. тонн для одноразового зберігання зернових вантажів. Приступали до будівництва комплексу для обробки суден типу Ro-Ro з причалами завглибшки 8,5 метра.
Однак, після анексії Криму Скадовський порт, який знаходиться в безпосередній близькості до півострова, сильно постраждав. Більшу частину 2014 року порт простоював, втрати вантажопотоку досягли 80 %.
Прагнучи поліпшити інфраструктуру, АМПУ провела тут днопоглиблювальні роботи. Була надія, що турецькі судновласники, які працювали через Євпаторію, перейдуть до Скадовського порту. Проте, через відмову Скадовської районної ради, не вдалося узгодити проведення ремонтного черпання навесні 2014 року, до початку курортного сезону. Час було втрачено, і турецька компанія «Cenk», яка планувала почати роботу в порту і під конструктивні особливості суден якої проводилася модернізація причалу, перейшла працювати в Іллічівськ (Чорноморськ).

## Новітня історія
У 2019 році відбулося пожвавлення перевалки. 2020 року порт потрапив до списку державного майна, яке підлягає приватизації: в уряді сподіваються, що продаж допоможе підприємству стати прибутковим. Наразі воно перебуває в управлінні Фонду держмайна.

## Сучасний стан

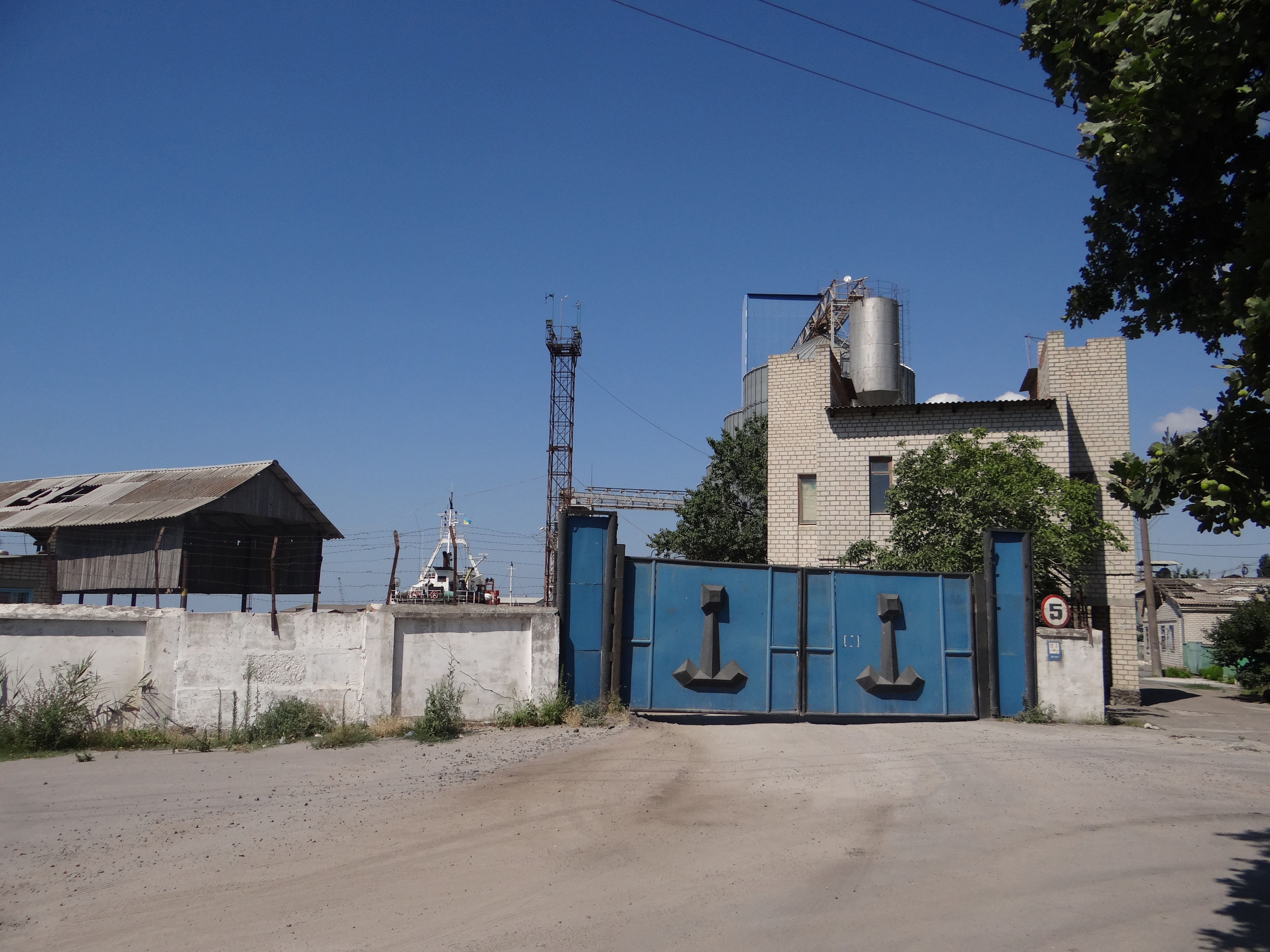
Скадовський морський порт

Основними вантажами на експорт, як i сто років тому, є зернові культури, харчові продукти та металобрухт. Імпорт представлений обладнанням для промисловості, текстильними виробами, сільськогосподарською технікою, керамікою, малярними, пластиковими та алюмінієвими виробами, цитрусовими та сухофруктами. До порту приписаний портопункт Хорли.
Порт розрахований на одночасну обробку 4 суден: типу «ро-ро», балкера дедвейтом 3 тис. т, універсального судна дедвейтом 2 тис. т і танкера (нафтоналивні причали перебувають у стадії реконструкції).
Територія порту становить 11,12 га. Відповідно до генеральної схеми розвитку можливе розширення території до 20 га. Довжина причальної лінії — 800 м. У порту є 1 вантажний район, 6 причалів. В експлуатації перебувають причали № 1, 2, 3. Залізниця відсутня.
Порт має два критих склади на причалі № 3: склад для зберігання генеральних вантажів площею 448 м², ємністю 3538 м³; зерновий склад площею 1798 м², ємністю 9967 м³.
На південному причалі (№ 6) є ліцензійний склад площею 515,3 м², ємністю 3538 м³. На причалах № 1 та 6 є відкриті складські майданчики загальною площею 10 324 м². Чисельність працівників — близько 200.

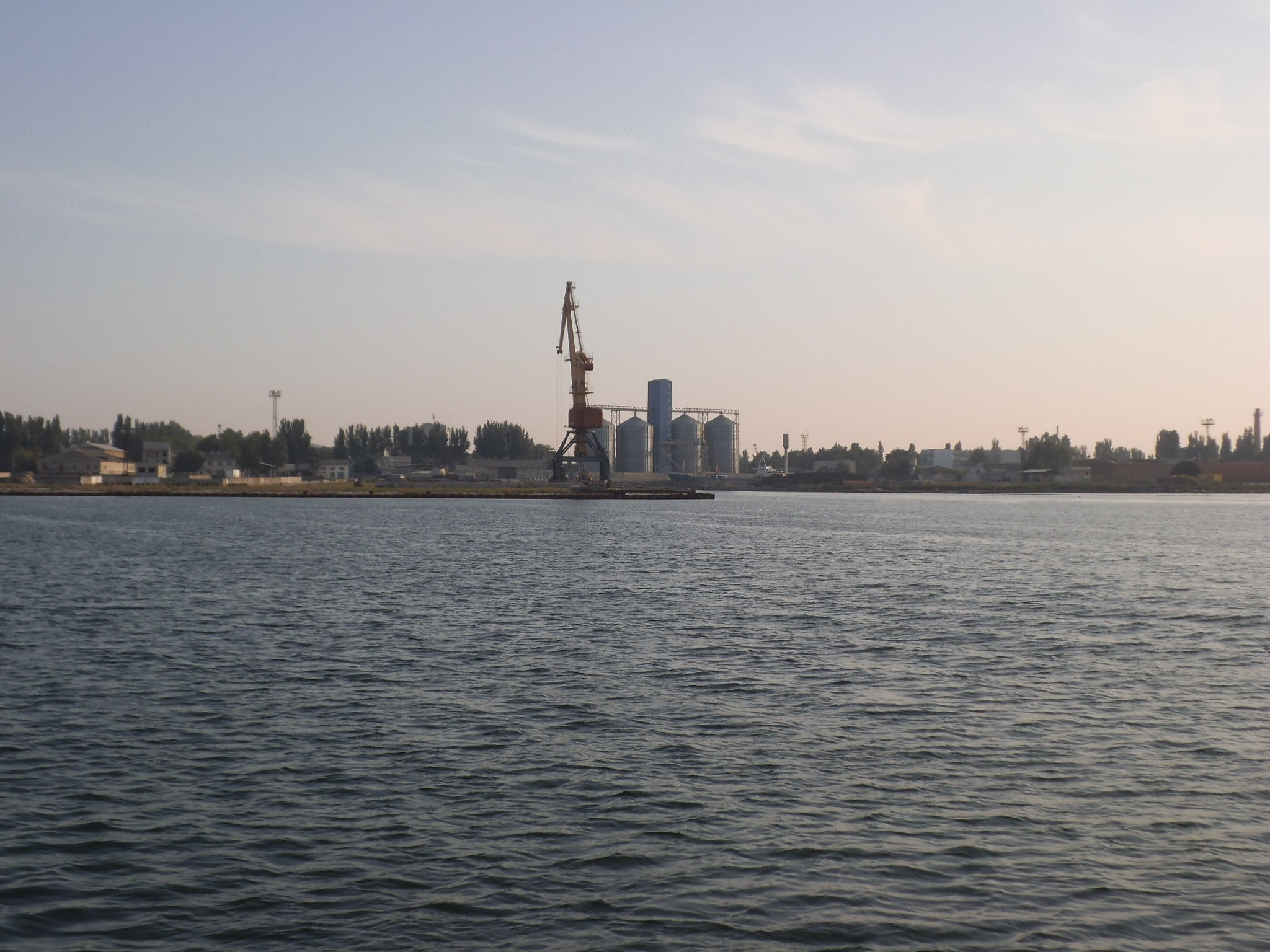
Буксир-швартувальник «Скадовськ»

Скадовський морський торговельний порт має такі судна:
- теплохід «С. Скадовський» (1200 кінських сил);
- буксир-швартувальник «Інженер Капустін», (315 к. с.);
- буксир-швартувальник «Скадовськ» (315 к. с.);
- пожежний катер «Стійкий» (225 к. с.);
- нафтосміттєзбірник НМС-16, (135 к. с.);
- лоцманський катер «Альбатрос» (150 к. с.).

У розпорядженні порту є:
- автонавантажувачi г/п 5 т — 4 од.;
- автонавантажувачі г/п 3,5 т — 2 од;
- складські машини — 3 од.; трактор — 1 од.;
- бульдозер — 1 од.;
- портальний кран «Альбатрос» — 1 од.,
- крани «Ганц» — 3 од.;
- гусеничні крани «ДІЄР» — 4 од.;
- автомобільні крани «Като» та «КС-3575»[6].

У 2015 році заборгованість працівникам порту по зарплаті сягала більше 400 тис. грн.
З 2016 року Скадовський порт намагається відновити поромне сполучення з Туреччиною (Зонгулдак), перерване після анексії Криму.
Директором порту з 2018 року є Литвиненко Олександр Іванович, начальником Адміністрації є Олександр Кугут. Функції Адміністрації морського порту виконує Скадовська філія Адміністрації морських портів України.
28 грудня 2021 року Скадовський морський порт прийняв вантажне судно з автомобілями з грузинського порту Поті. На борту «Ро-Ро» судна перебувало 12 великовантажних та 33 легкових автомобіля. Попри важкі метеорологічні умови, суднозахід відбувся у штатному режимі, судно було пришвартоване до причалу № 2 порту. Це був перший рейс регулярного сполучення порту Скадовськ з портами Грузії. Всього заплановано захід у порт 4-5 суден на місяць.

### Організаційна структура
- Начальник порту
- Перший заступник начальника порту, головний інженер
- Заступник начальника порту з експлуатації
- Капітан порту
- Черговий диспетчер
- Портнагляд
- Пожежний інспектор
- Начальник вантажного району
- Митниця
- Прикордонний контроль
- Санітарно-карантинний відділ
- Карантин рослин
- Ветеринарний контроль
- Пост служби охорони Чорного моря.

## Статистика вантажообігу

2013—2019 рр.
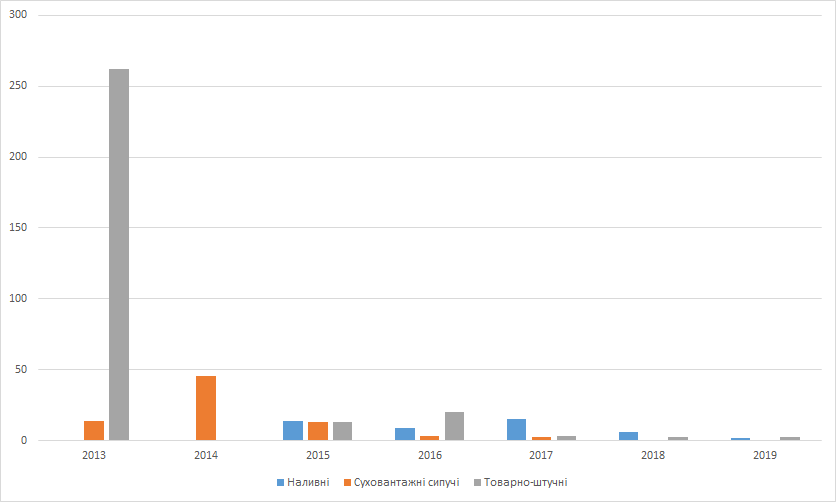
За номенклатурою вантажів
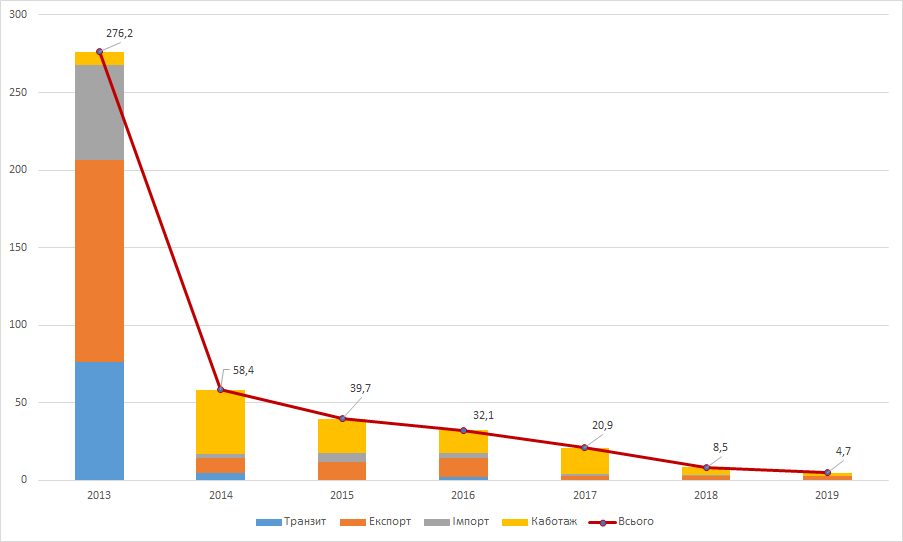
За напрямом, або митним режимом

## Контакти
Державне підприємство «Скадовський морський торговельний порт» (ДП «Скадпорт»)
75700 Херсонська обл., Скадовський р-н, м. Скадовськ, вул. Мангубинська, 2
Код ЄДРПОУ 01125703